# Bataille d'Utoy Creek
Guerre de Sécession
Batailles
- Rocky Face Ridge
- Resaca
- Adairsville
- New Hope Church
- Pickett's Mill
- Dallas
- Kolb's Farm
- Kennesaw Mountain
- Marietta
- Noonday Creek
- Pace's Ferry
- Peachtree Creek
- Atlanta
- Ezra Church
- Brown's Mill
- Utoy Creek
- Dalton
- Lovejoy's Station
- Jonesborough

La bataille d'Utoy Creek s'est déroulée du 4 au 7 août 1864, au cours de la campagne d'Atlanta pendant la guerre de Sécession. Les armées de l'Union du major général William T. Sherman encerclent partiellement la ville d'Atlanta, en Géorgie, qui est tenue par les forces confédérées sous le commandement du général John Bell Hood. Sherman adopte à ce point la stratégie d'attaquer les lignes de chemin de fer à Atlanta, en espérant couper le ravitaillement de ses ennemis. C'était la troisième attaque directe contre les positions confédérées au cours de la campagne et sa réussite aurait mis fin au siège et livré Atlanta le 6 août 1864.

## Bataille

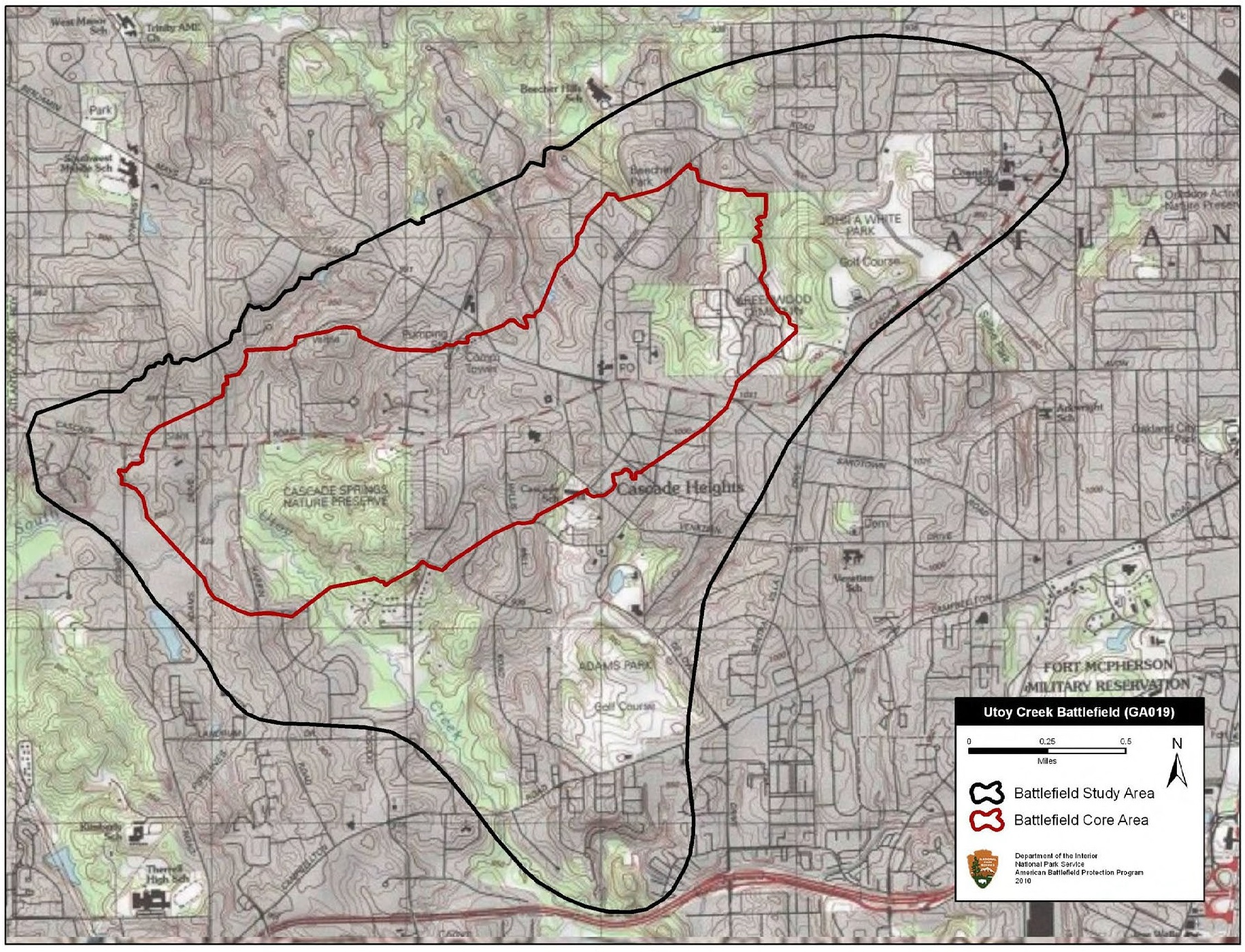
Carte du champ de bataille d'Utoy Creek et des zones d'étude par le programme de protection des champs de bataille américains.

Après avoir échoué à envelopper le flanc gauche de Hood à la bataille d'Ezra Church, Sherman veut toujours étendre son flanc droit pour frapper le chemin de fer entre East Point et Atlanta. Il transfère le XXIIIe corps du major général John M. Schofield de l'armée de l'Ohio, de sa gauche vers son flanc droit et l'envoie sur la rive nord de l'Utoy Creek. Bien que les troupes de Schofield soient à Utoy Creek, le 2 août, avec le XIVe corps, de l'armée du Cumberland, elles ne le traversent pas avant le 4 août. Une première attaque par la brigade régulière contre la division confédérée de J. Patton Anderson du corps de Stephen Dill Lee est infructueuse. En outre, les confédérés font mettre pied à terre à une brigade de cavalerie, celle d'Armstrong, en face des fédéraux selon un plan de déception, une attaque feinte qui réussit à retarder la force combinée des XXIIIe et XIVe corps des États-Unis. Schofield fait un mouvement supplémentaire pour exploiter cette situation le matin du 5 août. Bien que d'abord réussi, Schofield doit regrouper ses forces, qui prend le reste de la journée. Ce délai permet aux confédérés de renforcer leurs défenses avec un abattis, qui ralentit l'attaque de l'Union quand il redémarre le matin du 6 août. Les fédéraux sont repoussés avec de lourdes pertes par la division de William B. Bate et échouent dans une tentative de briser les principales défenses pour atteindre la voie ferrée. Le 7 août, les troupes de l'Union se déplacent vers la ligne principale d'escarmouche confédérée et étendent sur leur droite et se retranchent. Plusieurs attaques sont réalisées à Sandtown Road (Campbellton à l'Adams Park) le 10 août et d'East Point le 18 août. Ici, les forces des États-Unis restent jusqu'au sud de l'Atlanta Christian College, jusqu'à la fin du mois d'août 1864, lorsque les opérations de l'offensive manquée de Schofield convainquent  Sherman se partir sur les lignes de ravitaillement et de communication confédérées.

## Conséquences
Le soldat Samuel Grimshaw du XIVe corps, des États-Unis, reçoit la médaille d'honneur du Congrès  pour ses actions contre une batterie d'artillerie confédérée le long de la Sandtown (Cascade Road) au cours de l'attaque principale, le 6 août 1864.
Le soldat Van Raalte est nommé pour la médaille d'honneur du Congrès pour la récupération des couleurs du 25th Michigan Infantry, division de Hascall, XXIIIe corps des États-Unis. Le couleurs fédérales sont capturées par la brigade de cavalerie confédérée d'Armstrong démontée comme de l'infanterie.
Le commandant du corps d'armée confédéré, le lieutenant général Steven D. Lee, cite la division de Bate et en particulier les brigades de Tyler et de Lewis pour avoir repoussé une force ennemie supérieure et capturé 200 prisonniers et trois couleurs.